# Linn Farrish
Linn Farrish   (Rumsey, 3 d'octubre de 1901 - Grècia, 11 de setembre de 1944) va ser un jugador de rugbi a 15 estatunidenc que va competir durant la dècada de 1920 i un suposat espia.
El 1924 va ser seleccionat per jugar amb la selecció dels Estats Units de rugbi a 15 que va prendre part en els Jocs Olímpics de París, on guanyà la medalla d'or.
Va estudiar geologia a la Universitat Stanford. Durant la Segona Guerra Mundial va ser membre de l'Oficina de Serveis Estratègics (OSS). Mentre actuava com a oficial d'enllaç de l'OSS amb els partisans iugoslaus de Josip Tito, com a part de la Missió Maclean (Macmis), va presentar una avaluació de la resistència antinazi. Suposadament també servia a la intel·ligència soviètica. Farrish és anomenat en el desxifrat del projecte Venona 1397 KGB Nova York a Moscou de 4 d'octubre de 1944. El seu nom en clau a la intel·ligència soviètica, tal com es desxifra al projecte Venona, era "Attila". Va morir en un accident d'avió als Balcans el setembre de 1944.